# Чернуха Олександра Олегівна
Чернуха Олександра Олегівна (нар. 2 вересня 2004) — українська легкоатлетка, який спеціалізується на потрійному стрибку.
На національних змаганнях представляє Хмельницьку область.

## Спортивні досягнення
У серпні 2023 року стала чемпіонкою Європи серед юніорів.

## Виступи на основних міжнародних змаганнях
| Рік  | Чемпіонат                      | Місце проведення  | Місце    | Результат | Примітки |
| ---- | ------------------------------ | ----------------- | -------- | --------- | -------- |
| 2021 | Чемпіонат Європи серед юніорів | Таллінн, Естонія  | 11 (кв.) | 12,11 м   |          |
| 2023 | Чемпіонат Європи серед юніорів | Єрусалим, Ізраїль | 1        | 13,63 м   | PB       |